# Kangundi
Kangundi fou un estat tributari protegit de l'Índia, del tipus zamindari, ocupant el tahsil del mateix nom al districte de North Arcot, a la presidència de Madras. La superfície del tahsil era de 899 km² integrant el zamindari. La capital era Kuppam (2874 habitants el 1881), residència del zamindar, però el tahsil i zamindari portaven el nom del poble de Kangundi, que fou la capital anterior. La població era de 45.184 habitants el 1881, 54.052 el 1891 i 64.446 el 1901. Hi havia algunes mines d'or continuació de la dels Kolar Gold Fields, a la frontera amb Mysore. El nombre de pobles era 268. El peshkash (tribut) pagat pel zamindar era de 2300 lliures (vers 1880) o 29.500 rúpies (vers 1900). Estava dividit en tres comarques naturals: Bailu Sima (País obert) al nord-oest, Chettu Sima (País de bosc) al centre, i Kanama Sima (Baix ghat) al sud-est.
El poble de Kangundi estava situat a 12° 46′ N, 78° 27′ E / 12.767°N,78.450°E amb una població el 1901 de 637 i el 1881 de 703. Es va despoblar a causa d'unes febres i el zamindar va canviar de residència. El palau del zamindar es conserva en el lloc.
El zamindari pertany a la mateixa família des de fa molt temps, probablement des del temps de l'Imperi de Vijayanagar, al segle XIV o potser el XV. Haidar Ali va fer presoner al zamindar de Kangundi i el va retenir a Seringapatam; poc després Tipu Sultan va instal·lar una guarnició a Kangundi. El 1794 la Companyia Britànica de les Índies Orientals va restaurar els drets als hereus legítims.